# Ogopogo

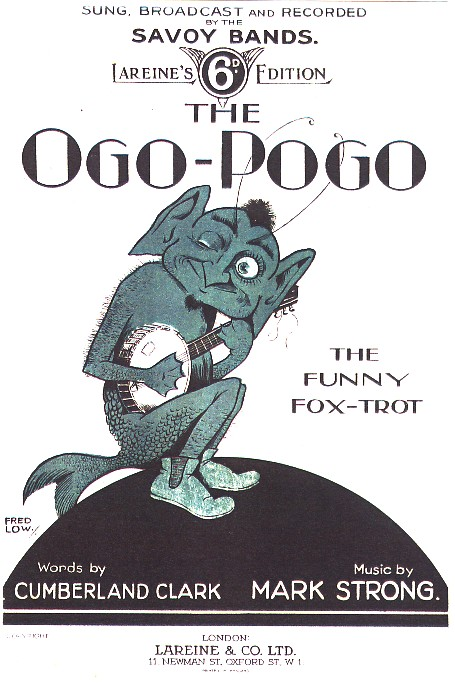
Der Name des Seeungeheuers stammt aus dem Song The Ogo-Pogo – The Funny Fox-Trot

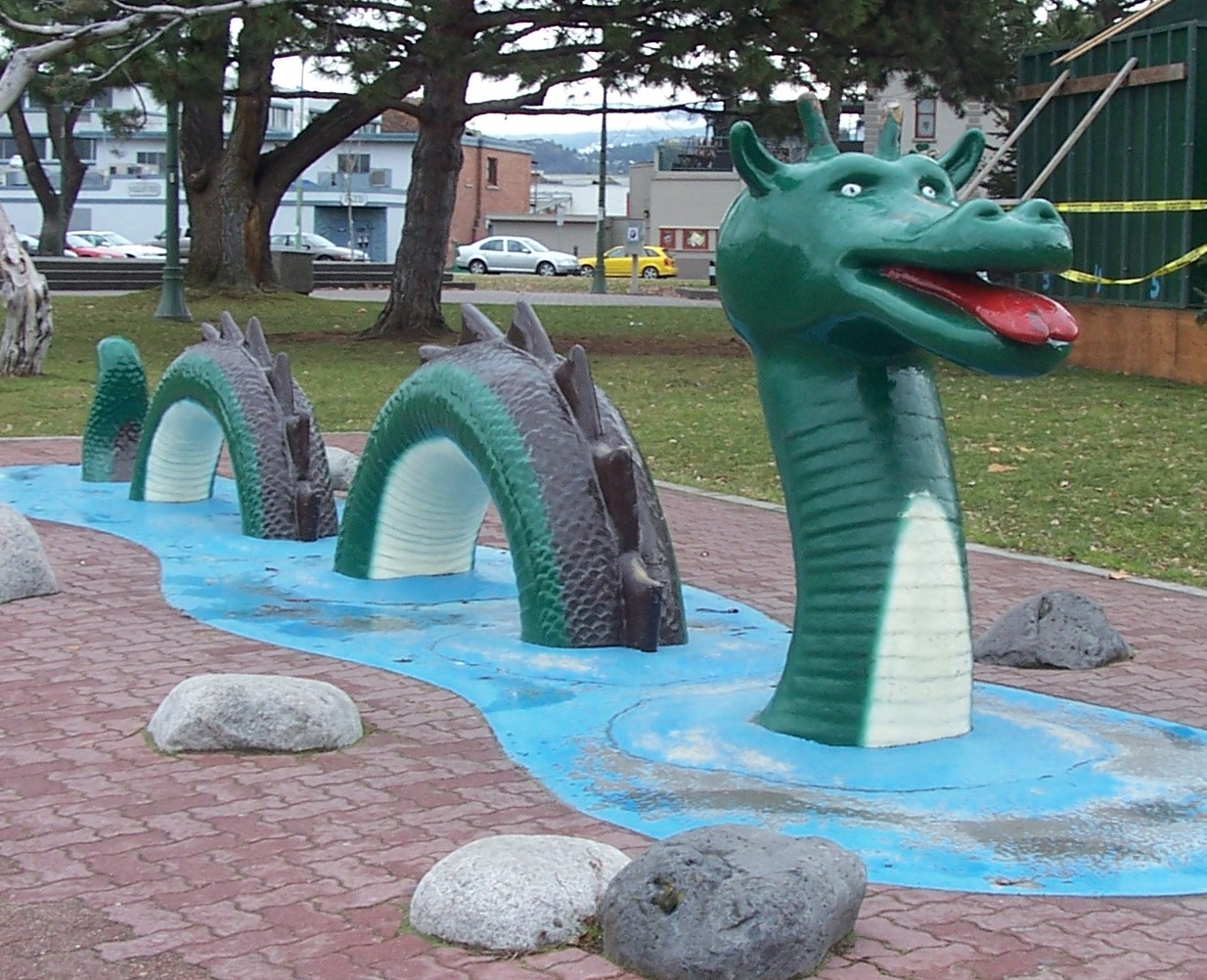
Lebensgroße Skulptur von Ogopogo in der kanadischen Stadt Kelowna.

Ogopogo (auch Naitaka, das Seeschlange bedeutet) ist der Name eines angeblich im Okanagan Lake in der kanadischen Provinz British Columbia lebenden Seeungeheuers. Der Ogopogo soll ein längliches, zwischen 3 und 14 Meter langes Tier mit dunkelgrüner bis bräunlich-schwarzer Haut sein. Es wird häufig von Höckern und einem gespaltenen Schwanz berichtet.
Die Figur des Ogopogo ist wahrscheinlich mit lokalen Erzählungen der Okanagan verknüpft. Diese berichteten von einem schlangenähnlichen Wasserdämon namens N’ha-a-itk, der auf Rattlesnake Island, einer kleinen Insel im Lake Okanagan,  lebte. Mit seinem Schwanz konnte er Wellen schlagen und Boote zum Kentern bringen, sein Atem verursachte Sturm. Bei Passagen über den Lake Okanagan wurden daher Hühner und andere Kleintiere als Opfertiere mitgeführt, um den Dämon zu besänftigen. Die Traditionslinien zwischen den indianischen Erzählungen und dem Seeungeheuer des 20. Jahrhunderts sind jedoch im Einzelnen unklar.
Die erste Sichtung des „modernen“ Ungeheuers gab es bereits 1872. Als Massenphänomen trat die Ogopogo-Sichtung aber erst ab den 1920er Jahren auf. 1924 erschien der populäre Song The Ogopogo: The Funny Fox-Trot des Songwriters Cumberland Clark. Daraufhin  wurden Sichtungen des Ogopogo so alltäglich, dass Fähren über den See sicherheitshalber bewaffnetes Personal mitführten. In den folgenden Jahrzehnten dokumentierten Amateurfilme und kryptozoologische Hypothesen ein reges Interesse an der Sensation. Im Jahre 1989 tauchte ein sehr detailliertes Bild auf, das sich aber später als eine Aufnahme eines Bibers oder Otters herausstellte. Kryptozoologen erklärten sich die Kreatur als einen Überlebenden der ausgestorbenen Zeuglodonten oder einen Verwandten des Cadborosaurus, eines Seeungeheuers der Nordpazifikküste.
Die Sichtungen sind mittlerweile stark zurückgegangen, die Popularität des Ogopogo ist aber ungebrochen. Die Figur tritt in dem Videospiel Final Fantasy IV und in der Anime-Fernsehserie Reborn! auf. In den 1990ern diente das Monster als Motiv für eine kanadische Briefmarkenserie und als Logo für Microsoft Publisher 97. Das lokale Eishockeyteam Kelowna Rockets benutzt es als Maskottchen. Die Gestalt des Seeungeheuers nähert sich dabei der eines Drachen an. Verwandte Fabeltiere sind der Igopogo im Lake Simcoe und der Manipogo im Manitobasee.